# ペリプラズム

グラム陰性菌の細胞壁

ペリプラズム (Periplasmic space) はグラム陰性菌において、細胞膜と細胞外膜の2枚の生体膜に囲まれた空間である。グラム陽性菌には細胞外膜が存在しないため、厳密な意味でのペリプラズムはないが、細胞膜と細胞壁の間の領域は”inner wall zone”(IWZ) と呼ばれる。
グラム陰性菌のペリプラズムは細胞の全体積の最大40%に達することもあるが、グラム陽性菌のペリプラズムはそれと比べると遥かに小さい。ペリプラズムには、アルカリホスファターゼ、環状ヌクレオチドホスホジエステラーゼ、酸性ホスファターゼ、5'-ヌクレオチダーゼを含むいくつかのタイプの酵素が存在している。
細菌は伝統的にグラム染色の保持能によって、グラム陽性菌とグラム陰性菌の2つに大別されてきた。この分類は、染色性・細胞外皮の組成・分類学的グループの3つを一体として表現するものとされてきたが、実際にはこの3つが一致しない場合があることが分かり、曖昧性のある分類となっている。グラム染色性は経験的な基準であるものの、細菌の2つの主要な種類の間での微細構造や化学組成の顕著な差に基づいている。両者は「細胞外膜の有無」という特徴によって互いに見分けることができ、これはより基礎的で信頼できる基準であると考えられる。
全てのグラム陽性菌は一重の脂質膜に囲まれている。一般的に 20–80 nmの厚いペプチドグリカン層を持っており、ここに染色剤が保持される。一重の膜で囲まれている細菌の中には、ペプチドグリカン層を持たない（マイコプラズマなど）、または細胞壁の組成のために染色剤を保持できない、といった理由でグラム陰性となるものもあるが、関係はグラム陽性菌と密接である。一重の脂質膜に囲まれたこれらの細菌を"monoderm bacteria"と呼ぶことも提案されている。グラム陽性菌とは対照的に、典型的なグラム陰性菌は細胞膜と細胞外膜に囲まれているが、これらの膜の間は 2–3 nmの薄いペプチドグリカン層しか存在しない。内膜と外膜の2つの膜を持つことで、ペリプラズム空間が形成される。これら2つの膜を持つ細菌は、"diderm bacteria"と呼ばれる。Monoderm bacteriaとdiderm bacteriaの区別は、重要なタンパク質（DnaKやGroELなど）に存在する保存された特徴的なインデル（挿入欠失変異）からも支持される。
Diderm bacteriaのペリプラズムは、ペプチドグリカンでできた薄い細胞壁を含む。さらに、イオンなどの溶質やタンパク質が含まれており、栄養素の結合、輸送、フォールディング、分解、加水分解から、ペプチドグリカンの生合成、電子伝達、薬物代謝まで、広範な機能に関与している。ペリプラズムはATPを含まないため、ここに存在する酵素はATPに依存しない機構で作用する。

## 関連文献
- D. White, The Physiology and Biochemistry of Prokaryotes, Oxford University Press, Oxford, 2000, pp. 22.